# Apollophane
Pour les articles homonymes, voir Apollophane (homonymie).
 (janvier 2011).
Si vous disposez d'ouvrages ou d'articles de référence ou si vous connaissez des sites web de qualité traitant du thème abordé ici, merci de compléter l'article en donnant les références utiles à sa vérifiabilité et en les liant à la section « Notes et références ».

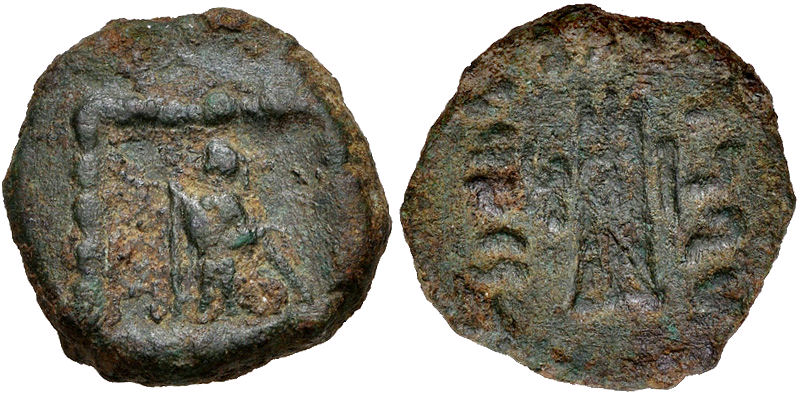
Pièce du roi Apollophanes Soter, légende au revers en Kharoshthi: "Maharajasa tratarasa Aplaphanasa" (Roi sauveur Apollophanes).

Apollophane Soter (règne autour de 35 – 25 av. J.-C.) est un roi indo-grec qui règne dans l’Est et le centre du Pendjab, région actuellement partagée entre l’Inde et le Pakistan.

## Règne
On ne connaît pas grand-chose sur ce roi, sinon par les pièces de monnaie qu’il a laissé. Apollophane frappe des drachmes en argent de mauvais aloi. Il n'utilise qu’un seul monogramme d’une faible qualité artistique, indice d’un pouvoir peu étendu.
La datation de son règne vers 35 – 25 av. J.-C. est faite par Osmund Bopearachchi, mais RC Senior propose approximativement les mêmes dates. Auparavant, les spécialistes comme Ahmed Hasan Dani (en), W. W. Tarn et A. K. Narain ont daté le règne d'Apollophane bien plus tôt, mais le style et le lieu de découverte de ses monnaies montrent clairement que ce roi appartenait aux derniers rois du royaume oriental indo-grec, peu de temps avant son invasion par les nomades indo-scythes.

### Source de la traduction
- (en) Cet article est partiellement ou en totalité issu de l’article de Wikipédia en anglais intitulé « Apollophanes » (voir la liste des auteurs).